# 道德主觀論
道德主觀論或倫理主觀論是後設倫理學的觀點，主張如下：
1. 道德語句陳述命題。
2. 有些命題為真。
3. 這些命題是關於人們的態度。[1]

這使得道德主觀論是認知論的一個形式。道德主觀論與道德實在論對立，後者主張道德命題指涉獨立於人類意見的客觀事實；道德主觀論也與錯誤理論對立，後者否定任何道德命題在任何意義上為真；道德主觀論也與非認知論對立，後者否定道德語句陳述任何命題。
最常見的道德主觀論的形式是道德相對論的形式，在道德相對論中，道德標準的把持是相對於每個文化或社會 （詳見文化相對論），甚至是相對於每一個人。較新的觀點，以 Protagoras為代表，認為在這世界上存在與主體一樣多的不同善惡量尺。然而道德主觀論也有普遍論的形式，像是理想觀察論理論以及聖命論。理想觀察者理論主張道德命題是一個假想的理想觀察者所會把持的態度。聖命論主張道德命題是神所會把持的態度。